# Pratt & Whitney
Pratt & Whitney é uma empresa norte-americana fundada em 1925 por Frederick Rentschler.  É uma subsidiária da RTX Corporation (anteriormente chamada Raytheon Technologies).  Seu principal produto de fabricação são motores de aviões. A empresa foi pioneira no ramo de motores de aviação com a fabricação do primeiro motor com sistema de resfriamento a ar.
Dentre os motores fabricados pela empresa, estão os PT-6, um motor turbo-hélice muito
utilizado em aviões executivos de diversos fabricantes.
Foi premiada com a Medalha Elliott Cresson 1886.